# 新伦杰尔
新伦杰尔（匈牙利語：Újlengyel）是匈牙利佩斯州所辖的一个村。总面积26.25平方公里，总人口1764，人口密度67.2人/平方公里（2011年1月1日）。